# Niccolò I Trinci
Niccolò I Trinci, fils de Ugolino (Foligno... – Nocera Umbra, 10 janvier 1421), est un condottiere italien et seigneur de Foligno de (1415 - 1421).

## Biographie
Niccolò I Trinci a été co-seigneur de Foligno de 1415 à 1421 avec ses frères Bartolomeo et Corrado. Il succéda à son père Ugolino III Trinci.
Il a combattu comme condottiere pour la république de Venise.
En 1404 il a épousé Tora da Varano fille de Rodolfo III da Varano, seigneur de  Camerino.
En 1421, le châtelain de Nocera Umbra, Pietro di Rasiglia, suspectant un adultère entre son épouse et Niccolò, invita toute la famille Trinci à une partie de chasse et en tua tous les membres excepté Corrado qui vengea sa famille en attaquant la ville et tuant le châtelain.

### Sources
- (en) Cet article est partiellement ou en totalité issu de l’article de Wikipédia en anglais intitulé « Niccolò I Trinci » (voir la liste des auteurs).